# سیدنی ورمیلیون
سیدنی رنی ورمیلیون (انگلیسی: Sydney Vermillion؛ زادهٔ ۷ مارس ۱۹۸۸ در شهرستان لس آنجلس، کالیفرنیا) بازیکن فوتبال در پست مدافع اهل ارمنستان است.

## باشگاهی
از باشگاه‌هایی که در آن بازی کرده‌است می‌توان به باشگاه فوتبال آلاشکرت اشاره کرد.

## تیم ملی
وی همچنین در تیم ملی فوتبال زنان ارمنستان بازی کرده‌است.